# 塔韦尔内廖
塔韦尔内廖（義大利語：Tavernerio），是意大利科莫省的一个市镇。总面积11平方公里，人口5727人，人口密度520.6人/平方公里（2009年）。ISTAT代码为013222。